# Hradiště (hospodářský dvůr)
Hospodářský dvůr Hradiště je komplex původně vrchnostenských hospodářských a správních budov nedaleko zámku Hradiště ve městě Blovice (okres Plzeň-jih). Areál dvora je součástí památkově chráněného areálu zámku. Obytné budovy jsou postaveny okolo roku 1821 v klasicistním stylu, barokní hospodářské budovy jsou z konce 18. století.
První písemná zmínka o areálu je z roku 1618, kdy byl statek odkázán Markétě, provdané za Petra Tobiáše Karla ze Svárova. Do 19. století byl v areálu i pivovar, který byl v roce 1875 zrušen. Během první republiky byl areál v majetku Adolfa Klikara, který zde vybudoval zámecký hotel, v 1950 se přeměnil na státní statek a v blízkém zámku sídlilo zemědělské učiliště. V roce 1987 vypukl požár, který část areálu zničil; poté započala rekonstrukce, která však kvůli sametové revoluci nebyla dokončena.

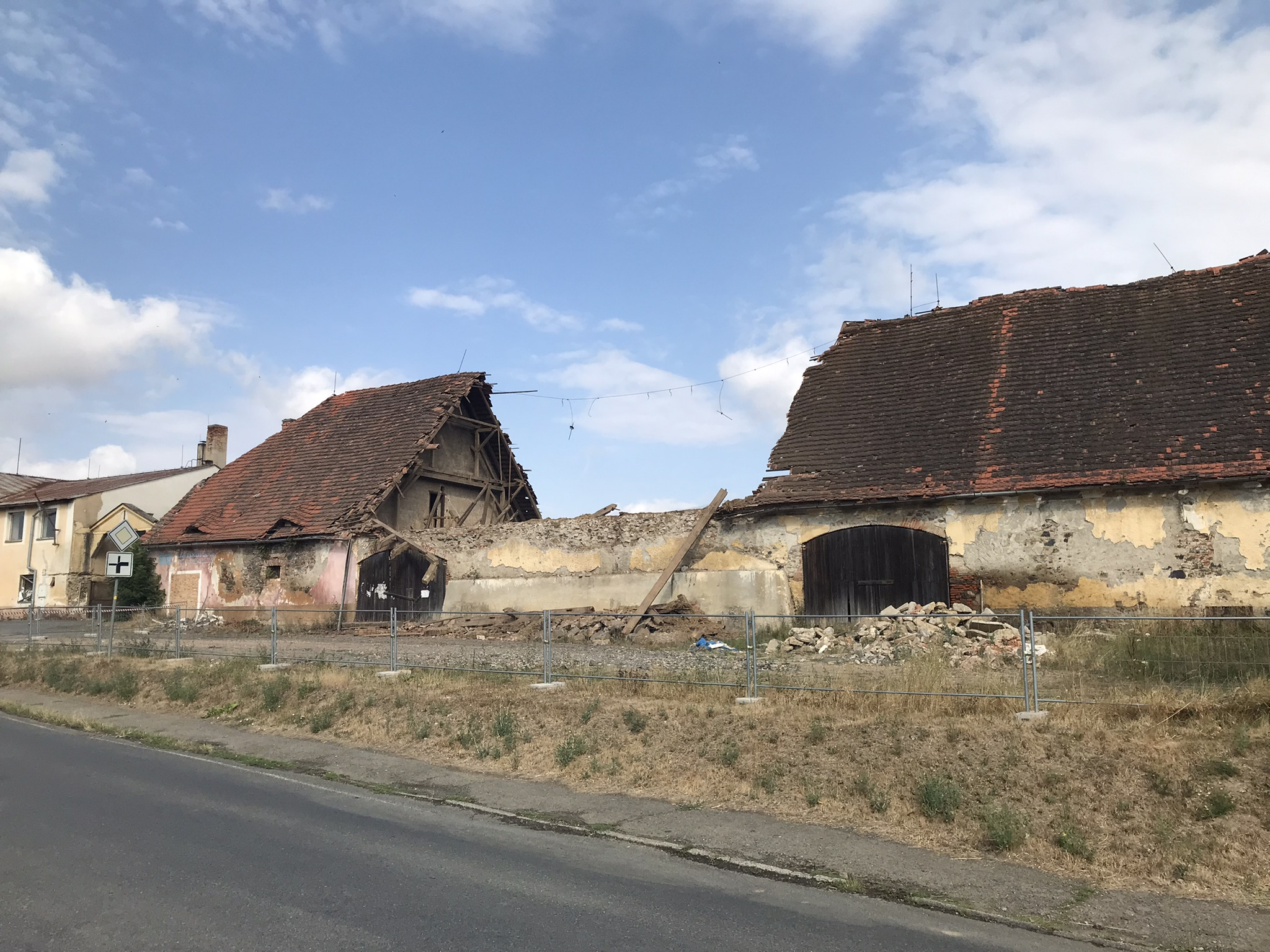
Zhroucená část jižní stodoly v létě 2023

Od roku 2013 byl statek nabízen městem k odprodeji, což se po několika letech podařilo a v roce 2020 je areál v soukromých rukou a započala rekonstrukce. V noci z 21. na 22. července 2023 došlo ke zhroucení části střechy jižní stodoly.